# ドクター・ストレンジ: 魔法大戦
『ドクター・ストレンジ: 魔法大戦』（ドクター・ストレンジ: まほうたいせん、原題：Doctor Strange: The Sorcerer Supreme）は、2007年8月14日にアメリカ合衆国より発売されたアニメーション映画。ニューヨークの街を舞台にして、マーベル・コミックの人気キャラクター・ドクター・ストレンジの誕生の秘密を描いた冒険ファンタジー作品。マーベル・アニメイテッド・ユニバースの第8作目である。
日本では劇場未公開となり、2012年8月8日にキングレコードよりDVD (KIBF-1043) とBlu-ray Disc (KIXF-83) が同時発売されている。「トレーラー集」や「プロモ映像集」など約23分の映像特典を収録している。

## キャスト
| 役名                   | 俳優                             | 日本語吹き替え |
| ---------------------- | -------------------------------- | -------------- |
| ドクター・ストレンジ   | ブライス・ジョンソン             | 田中正彦       |
| エンシャント・ワン     | マイケル・ヤーマ                 | 藤本譲         |
| ジーナ・アナウォーター | スーザン・スパーノ               | 田中晶子       |
| モルド男爵             | ケビン・マイケル・リチャードソン | 星野貴紀       |
| ウォン                 | ポール・ナカウチ                 | 森源次郎       |
| ドーマムゥ             | ジョナサン・アダムス             | 武田幸史       |
| エイプリル・ストレンジ | タラ・ストロング                 | 川瀬晶子       |
| オリバー               | フレッド・タタショア             | -              |
| マーシー               | -                                | 志田有彩       |
| ネロ                   | -                                | 杉村憲司       |

## スタッフ
- 監督：パトリック・アーチボルド、ジェイ・オリヴァ、ディック・セバスト
- 監修：フランク・パウアー
- 製作：アヴィ・アラッド、フランク・パウアー
- 製作総指揮：クレイグ・カイル、エリック・S・ロールマン
- 脚本：グレッグ・ジョンソン、クレイグ・カイル
- 音楽：ガイ・ミッシェルモア
- 編集：エオリアン・ケリー、ジョージ・P・リズカラー